# Heinrich Lotter
Heinrich Tobias Benedict Lotter (* 14. Oktober 1875 in Stuttgart; † 30. Dezember 1941 auf der Insel Reichenau im Bodensee) war ein deutscher Künstler und Maler.

## Leben
Lotters Eltern waren Anna Louise, geb. Preyß aus Augsburg (1842–1927) und Carl Friedrich Tobias Lotter (1842–1923), Bankier und Stadtrat in Stuttgart; sein Geschwister Carl Friedrich Tobias Lotter, ebenfalls Bankier in Stuttgart (1870–1931).
Nach dem Schulbesuch ab 1882 absolvierte Heinrich Lotter sein Abitur 1895 am Karls-Gymnasium Stuttgart. 1891 hatte er dabei privaten Zeichenunterricht bei Max Bach. 1895 trat Lotter der Tübinger Studentenverbindung Akademische Gesellschaft Stuttgardia bei. Bis 1900 studierte er Rechtswissenschaften in Tübingen, Berlin und Leipzig; 1901 leistete er als freiwilliger „Einjähriger“ Wehrdienst, anschließend sein Referendariat in Esslingen und Stuttgart.
1905 heiratete er Margarete, geb. Bilfinger (1880–1965), mit der er fünf Kinder hatte: Anna Margarete Eleonore (* 1906), Marie Luise Richarda (* 1908), Christine Henriette Anna (1909–1910), Tobias Wendel Friedrich (1913–1940) und Tobias Christian Werner (1916–1941). Von 1905 bis 1908 unterhielt Lotter in Stuttgart auch eine eigene Rechtsanwaltspraxis, von 1909 bis 1913 studierte er in der Klasse Julius Bergmann Malerei an der Akademie der Bildenden Künste Karlsruhe.
Während des Ersten Weltkriegs und kurz danach war Lotter bis 1919 beim XIV. Kaiserlichen Armeekorps in Karlsruhe, anschließend dort bei der Reichsvermögensverwaltung bzw. Intendantur tätig.
Ab 1920 lebte er auf der Insel Reichenau und betätigte sich bis zu seinem Tod als freier Künstler; die meisten seiner Werke zeigen die Reichenau sowie die Unterseelandschaft rund um die Insel.

## Bilder (Auswahl)

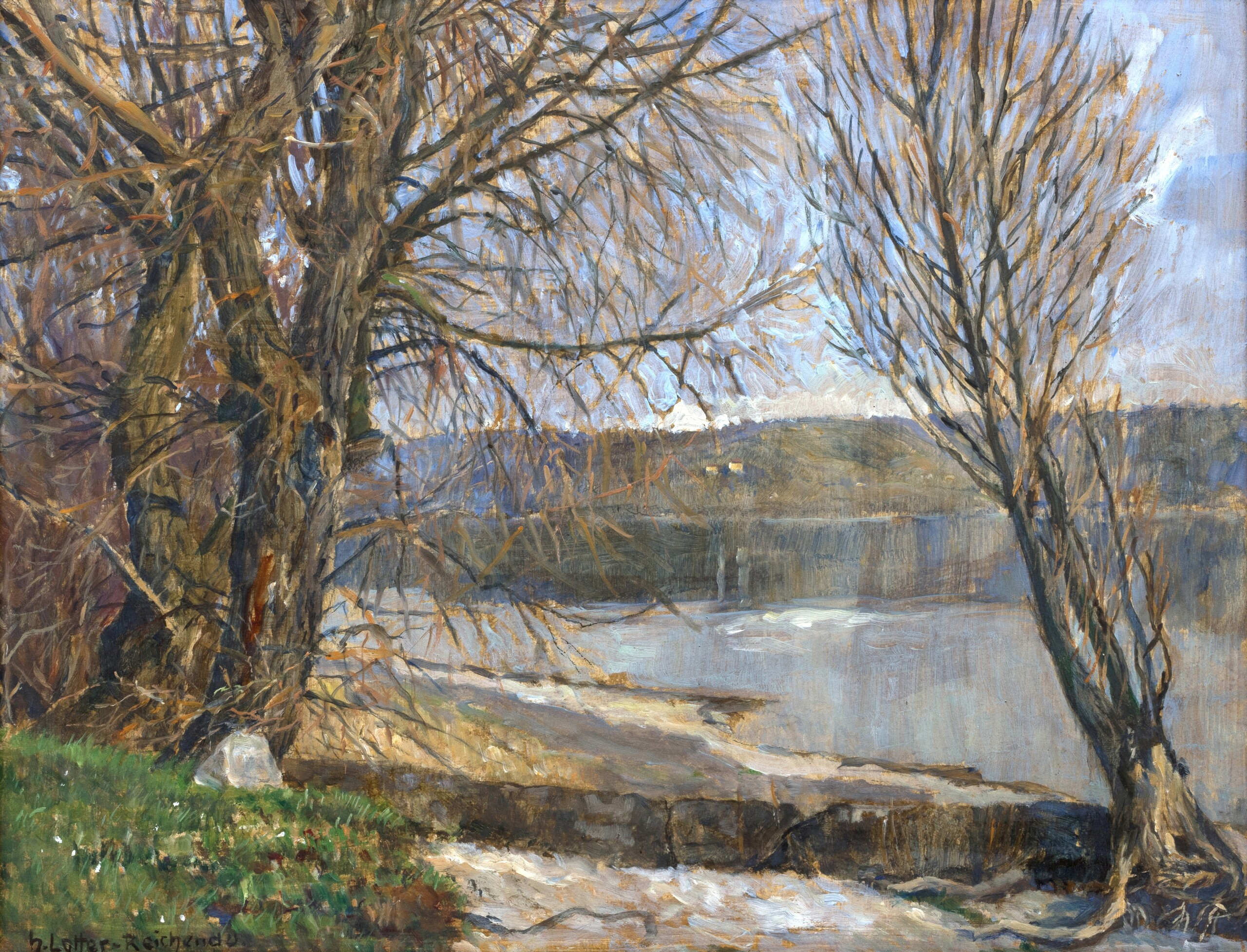
Am Ufer der Reichenau, Öl auf Malkarton Blick auf’s Schweizer Ufer (Schloss Arenenberg?)
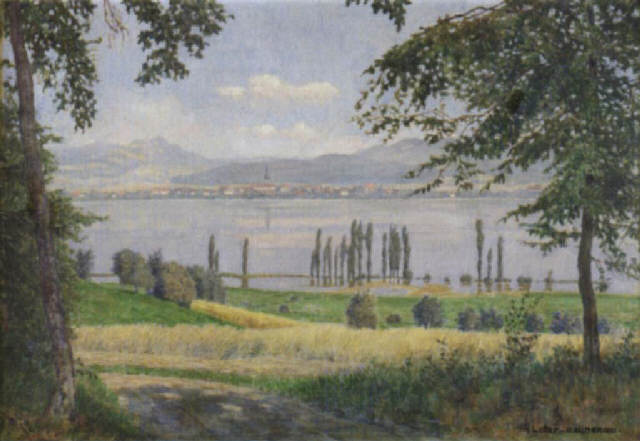
Sommerlandschaft am Bodensee Öl auf Leinwand (Blick auf des Schweizer Ufer mit Tägerwilen (Stad), im Hintergrund links der Säntis)
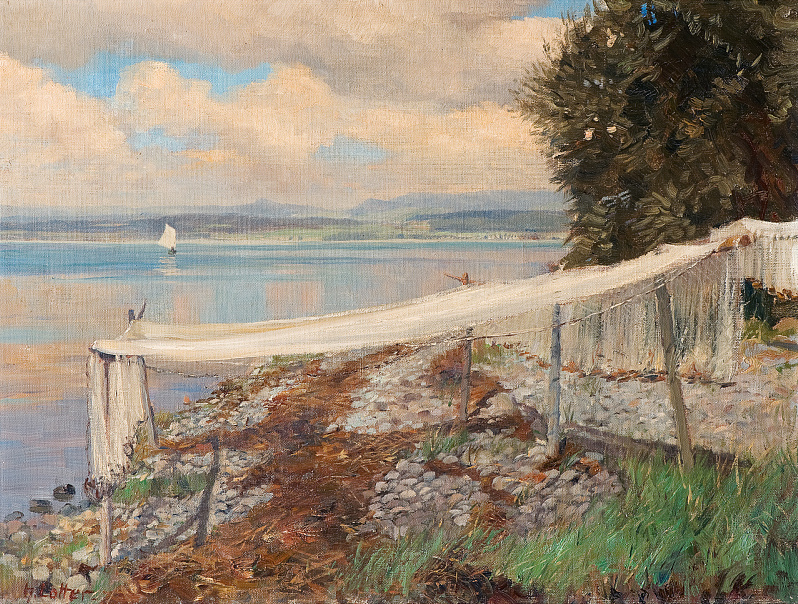
Netze am Ufer, Öl auf Leinwand, Blick auf den Untersee, Bucht Radolfzell mit Höri links, im Hintergrund Hegau
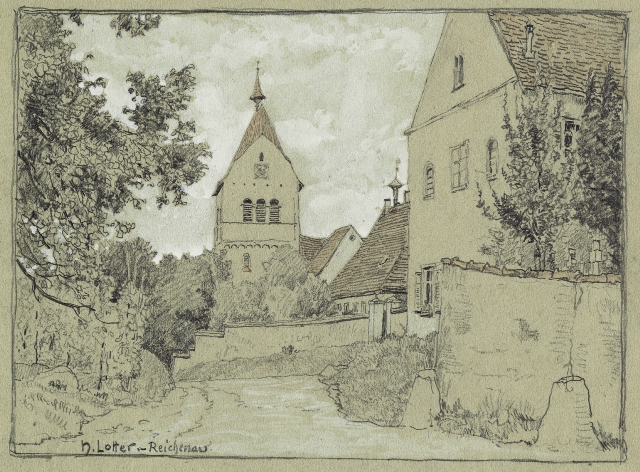
Kloster Reichenau, Zeichnung auf Tonpapier
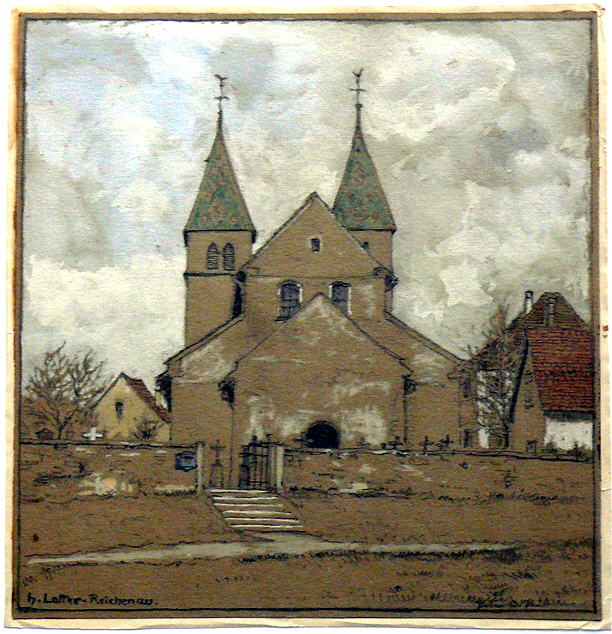
St. Peter und Paul auf der Insel Reichenau, Mischtechnik, Bleistift, Aquarell auf Tonpapier
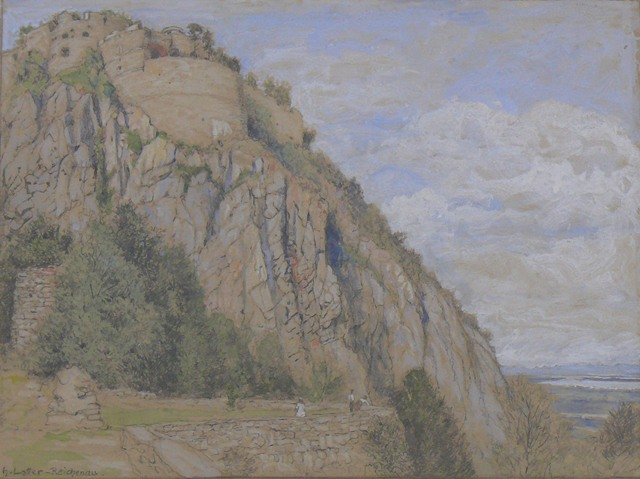
Hohentwiel, 1938, Aquarell, Bleistift auf bräunlichem Tonpapier
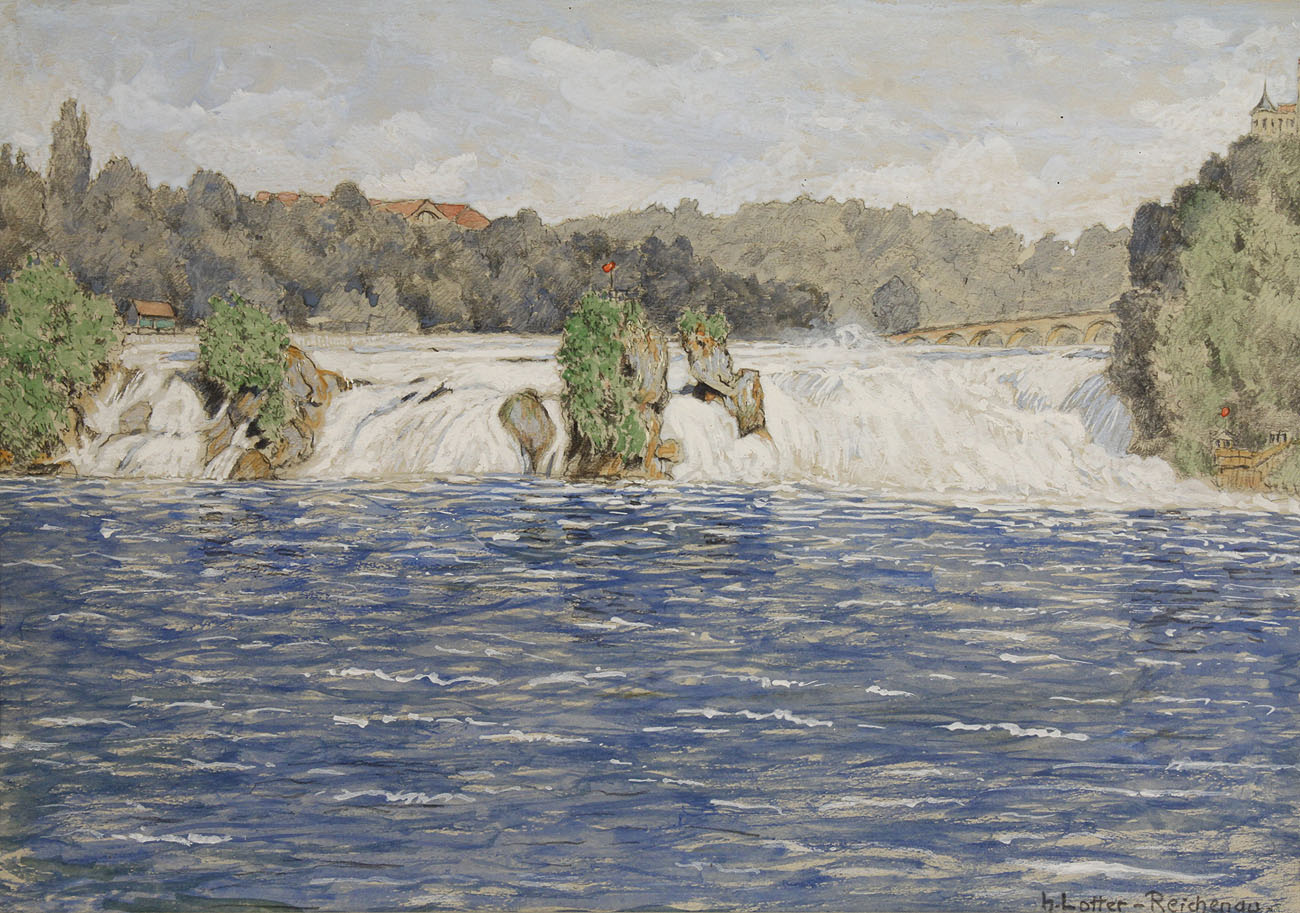
Rheinfall, Aquarell, Gouache auf Papier
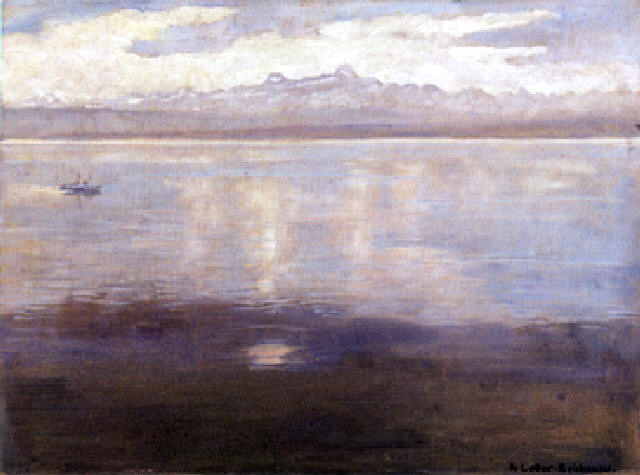
Säntis II, Öl auf Malkarton

- Netze am Ufer,
Öl auf Leinwand,
Blick auf den Untersee,
Bucht Radolfzell mit Höri links,
im Hintergrund Hegau
- Kloster Reichenau,
Zeichnung auf Tonpapier
- St. Peter und Paul auf der Insel Reichenau,
Mischtechnik, Bleistift, Aquarell auf Tonpapier
- Hohentwiel, 1938,
Aquarell, Bleistift auf bräunlichem Tonpapier
- Rheinfall,
Aquarell, Gouache auf Papier
- Säntis II,
Öl auf Malkarton

## Veröffentlichungen
- Aus den Skizzenbüchern des Malers Heinrich Lotter. „102 Zeichnungen und Skizzen“, „Text Lore Lotter“, Stadler Verlagsgesellschaft Konstanz 1993, ISBN 3-7977-0291-4
- Heinrich Lotter (Autor), Lore Lotter (Hrsg.): Heinrich Lotter: Ein Bodenseemaler. Konstanz 1974, ISBN 3-7977-0013-X; 3. Aufl. 1980; Stadler, Konstanz 1993, 2. Edition, ISBN 3-7977-0294-9

## Quelle
- leo-bw.de: Lotter, Heinrich Tobias Benedict

| Personendaten    | Personendaten                    |
| ---------------- | -------------------------------- |
| NAME             | Lotter, Heinrich                 |
| ALTERNATIVNAMEN  | Lotter, Heinrich Tobias Benedict |
| KURZBESCHREIBUNG | deutscher Maler                  |
| GEBURTSDATUM     | 14. Oktober 1875                 |
| GEBURTSORT       | Stuttgart                        |
| STERBEDATUM      | 30. Dezember 1941                |
| STERBEORT        | Insel Reichenau                  |